# 周公忌父
周公忌父（しゅうこうきふ、? - ?）は、春秋時代初期の周の君主。周公旦の末裔で公爵。桓公の次男。

## 生涯
魯の荘公16年（釐王4年、紀元前678年）、周公忌父は西虢に出奔した。
魯の僖公10年（襄王2年、紀元前650年）4月、周公忌父や王子党は斉の大夫隰朋が立てた晋公子夷吾を恵公として即位させた。
魯の僖公24年（襄王16年、紀元前636年）、王子帯の乱が発生し、周公忌父と原伯・毛伯を捕縛し、襄王は鄭に逃奔した。